# História do Manchester City F.C.

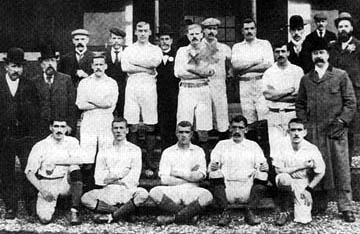
O time de 1898–99 que conquistou a promoção para a Primeira Divisão

A história do Manchester City Football Club, um clube de futebol profissional com sede em Manchester, Inglaterra, remonta à formação do clube em 1880 por membros da Igreja de São Marcos da Inglaterra em West Gorton.
O Manchester City conquistou trinta e dois títulos importantes ao longo de sua história: nove títulos da liga, sete Copas da Inglaterra, oito Copas da Liga Inglesa, seis Supercopas da Inglaterra, uma Liga dos Campeões da UEFA e uma Taça das Taças da UEFA.

## 1880–1928

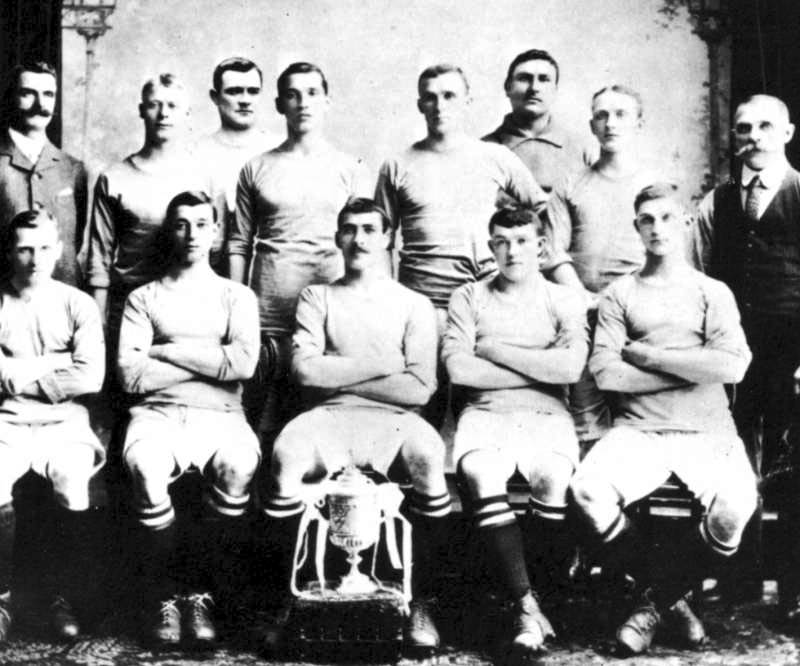
O time do Manchester City que venceu a Copa da Inglaterra em 1904

Membros da Igreja de São Marcos da Inglaterra, West Gorton, Manchester, fundaram o clube de futebol que se tornaria conhecido como Manchester City para fins humanitários. Dois guardas da igreja tentaram conter a violência de gangues locais e o alcoolismo instituindo novas atividades para os homens locais, enquanto o alto desemprego assolava o leste de Manchester, especificamente Gorton. Todos os homens eram bem-vindos, independentemente da religião.
Um clube de críquete da igreja foi formado em 1875, mas não existia nenhum equivalente para os meses de inverno. Para corrigir isso, e como parte do esforço geral do Reitor Arthur Connell para intervir nos males sociais, os guardas da igreja William Beastow e Thomas Goodbehere, que ocupavam altos cargos na Union Iron Works, começaram um time de futebol da igreja chamado St. Mark's (West Gorton), às vezes escrito como West Gorton (St Mark's), no inverno de 1880.
A primeira partida registrada do time ocorreu em 13 de novembro de 1880, contra um time da igreja de Macclesfield. St. Mark's perdeu a partida por 2 a 1, e venceu apenas uma partida durante sua temporada inaugural de 1880–81, com uma vitória sobre o Stalybridge Clarence em março de 1881.
O City ganhou suas primeiras conquistas ao vencer a Segunda Divisão em 1899; com ela veio a promoção ao mais alto nível do futebol inglês, a Primeira Divisão. Eles conquistaram sua primeira grande conquista em 23 de abril de 1904, derrotando o Bolton Wanderers por 1 a 0 no estádio Crystal Palace para vencer a Copa da Inglaterra; O City perdeu por pouco a dobradinha na Liga e na Copa naquela temporada, depois de terminar como vice-campeão na Liga, mas o City se tornou o primeiro clube de Manchester a ganhar um grande título. Nas temporadas seguintes ao triunfo da Copa da Inglaterra, o clube foi perseguido por denúncias de irregularidades financeiras, culminando com a suspensão de dezessete jogadores em 1906, incluindo o capitão Billy Meredith, que posteriormente se mudou para o Manchester United. Um incêndio em Hyde Road destruiu a arquibancada principal em 1920 e, em 1923, o clube mudou-se para seu novo estádio especialmente construído em Maine Road em Moss Side.

## 1928–1965
Na década de 1930, o Manchester City alcançou duas finais consecutivas da Copa da Inglaterra, perdendo para o Everton em 1933, antes de conquistar a Copa ao vencer o Portsmouth em 1934. Durante o período da copa de 1934, o Manchester City quebrou o recorde de maior público em casa de qualquer clube na história do futebol inglês, com 84.569 torcedores lotando o Maine Road para a sexta rodada da Copa da Inglaterra contra o Stoke City em 1934 — um recorde que permanece até hoje. O clube conquistou o título da Primeira Divisão pela primeira vez em 1937, mas foi rebaixado na temporada seguinte, apesar de ter marcado mais gols do que qualquer outro time da divisão.[carece de fontes?] Vinte anos depois, um time do City inspirado por um sistema tático conhecido como Revie Plan (Plano Revie) alcançou as finais consecutivas da Copa da Inglaterra novamente, em 1955 e 1956; assim como na década de 1930, perderam a primeira, para o Newcastle United, e venceram a segunda. A final de 1956, na qual o Manchester City venceu o Birmingham City por 3 a 1, é uma das finais mais famosas de todos os tempos e é lembrada pelo goleiro do City, Bert Trautmann, continuar jogando depois de quebrar o pescoço sem saber.

## 1965–2001
Após o rebaixamento para a Segunda Divisão em 1963, o futuro parecia sombrio com um registro de público em casa de 8.015 contra o Swindon Town em janeiro de 1965. No verão de 1965, a equipe administrativa de Joe Mercer e Malcolm Allison foi nomeada. Na primeira temporada sob o comando de Mercer, o City conquistou o título da Segunda Divisão e fez importantes contratações em Mike Summerbee e Colin Bell. Duas temporadas depois, em 1967–68, o Manchester City conquistou a Primeira Divisão pela segunda vez, conquistando o título no último dia da temporada com uma vitória por 4 a 3 no Newcastle United e colocando seu vizinho mais próximo, o Manchester United, em segundo lugar. Seguiram-se outros troféus: o City venceu a Copa da Inglaterra em 1969, antes de alcançar o sucesso europeu ao vencer a Taça das Taças da UEFA em 1970, derrotando o Górnik Zabrze por 2 a 1 em Viena. O City também conquistou a Copa da Liga Inglesa naquela temporada, tornando-se o segundo time inglês a conquistar um troféu europeu e um nacional na mesma temporada.
O clube continuou a lutar por títulos ao longo da década de 1970, terminando um ponto atrás dos campeões da liga em duas ocasiões e chegando à final da Copa da Liga Inglesa de 1974. Uma das partidas deste período que é mais lembrada com carinho pelos torcedores do Manchester City é a partida final da temporada 1973–74 contra o arquirrival Manchester United, que precisava vencer para ter alguma esperança de evitar o rebaixamento. O ex-jogador do United, Denis Law, marcou de calcanhar para dar ao City uma vitória por 1 a 0 em Old Trafford e confirmar o rebaixamento de seus rivais. O troféu final do período de maior sucesso do clube foi conquistado em 1976, quando o Newcastle United foi derrotado por 2 a 1 na final da Copa da Liga Inglesa.
Um longo período de declínio seguiu o sucesso dos anos 1960 e 1970. Malcolm Allison voltou ao clube para se tornar técnico pela segunda vez em 1979, mas desperdiçou grandes somas de dinheiro em contratações malsucedidas, como Steve Daley. Seguiu-se uma sucessão de gerentes — sete apenas na década de 1980. Sob John Bond, o City chegou à final da Copa da Inglaterra de 1981, mas perdeu em uma partida repetida para o Tottenham Hotspur. O clube foi rebaixado duas vezes da primeira divisão na década de 1980 (em 1983 e 1987), mas voltou à primeira divisão em 1989 e terminou em quinto lugar em 1991 e 1992 sob a gestão de Peter Reid. No entanto, esta foi apenas uma pausa temporária e, após a saída de Reid, a sorte do Manchester City continuou a diminuir. O City foi co-fundador da Premier League desde sua criação em 1992, mas depois de terminar em nono em sua primeira temporada, eles enfrentaram três temporadas de luta antes de serem rebaixados em 1996. Após duas temporadas na primeira divisão, o City caiu para o ponto mais baixo em sua história, tornando-se o segundo vencedor de um troféu europeu a ser rebaixado para a terceira divisão de seu país, depois do 1. FC Magdeburg, da Alemanha.

## 2001–presente
Após o rebaixamento, o clube passou por uma reviravolta fora de campo, com o novo presidente David Bernstein introduzindo maior disciplina fiscal. O City conseguiu subir na primeira tentativa, conseguido de forma dramática em uma decisão contra o Gillingham. Uma segunda promoção consecutiva viu o City retornar à primeira divisão, mas isso provou ter sido um passo longe demais para o clube em recuperação e, em 2001, o City foi rebaixado mais uma vez. Kevin Keegan chegou como o novo técnico na próxima temporada, trazendo um retorno imediato à Premier League com o clube vencendo o campeonato da Primeira Divisão (segunda divisão inglesa na época) de 2001–02, quebrando recordes do clube em número de pontos ganhos e gols marcados em uma temporada no processo. A temporada 2002–03 foi a última em Maine Road e incluiu uma vitória por 3 a 1 no clássico sobre o rival Manchester United, encerrando uma sequência de 13 anos sem uma vitória no clássico. O City também se classificou para as competições europeias pela primeira vez em 25 anos. No final da temporada de 2003, o clube mudou-se para o novo City of Manchester Stadium. As primeiras quatro temporadas no estádio resultaram em colocações no meio da tabela. O ex-técnico da Seleção Inglesa, Sven-Göran Eriksson, tornou-se o primeiro técnico estrangeiro do clube quando nomeado em 2007. Após um início brilhante, as performances diminuíram na segunda metade da temporada, e Eriksson foi demitido em junho de 2008. Eriksson foi substituído por Mark Hughes dois dias depois, em 4 de junho de 2008.
Em 2008, o clube estava em uma situação financeira precária. Thaksin Shinawatra havia assumido o controle do clube um ano antes, mas suas dificuldades políticas fizeram com que seus bens fossem congelados. Então, em agosto de 2008, o clube foi comprado pelo Abu Dhabi United Group. A aquisição foi imediatamente seguida por uma enxurrada de ofertas por jogadores de alto nível; o clube quebrou o recorde de transferências britânicas ao contratar o jogador da Seleção Brasileira, Robinho, do Real Madrid por £ 32,5 milhões. O desempenho não foi uma grande melhoria em relação à temporada anterior, apesar do influxo de dinheiro, no entanto, com a equipe terminando em décimo, embora tenha se saído bem para chegar às quartas de final da Copa da UEFA. Durante o verão de 2009, o clube elevou os gastos com transferências a um nível sem precedentes, com um desembolso de mais de £ 100 milhões nos jogadores Gareth Barry, Roque Santa Cruz, Kolo Touré, Emmanuel Adebayor, Carlos Tevez e Joleon Lescott. Em dezembro de 2009, Mark Hughes — que havia sido contratado pouco antes da mudança de propriedade, mas foi originalmente mantido pelo novo conselho — foi substituído como gerente por Roberto Mancini. O City terminou a temporada na quinta posição na Premier League, perdendo por pouco uma vaga na Liga dos Campeões, e competiu na Liga Europa da UEFA na temporada 2010–11.

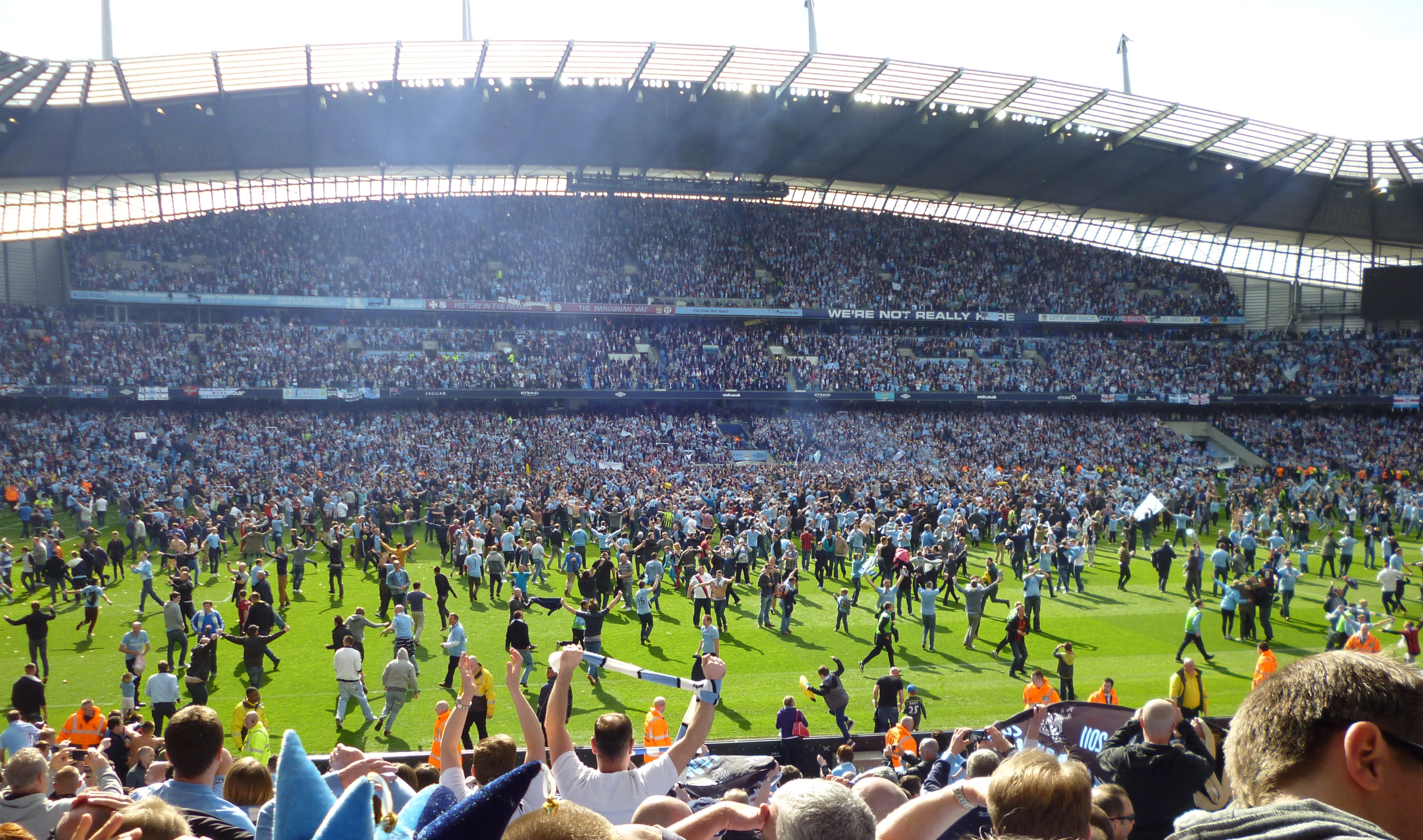
Os torcedores do Manchester City invadem o campo após a vitória do título da Premier League de 2011–12

O investimento contínuo em jogadores ocorreu em temporadas sucessivas e os resultados começaram a corresponder à melhora na qualidade dos jogadores. O City chegou à final da Copa da Inglaterra em 2011, sua primeira grande final em mais de trinta anos, depois de derrotar o rival Manchester United na semifinal, a primeira vez que eliminou seu rival de uma competição de copa desde 1975. Eles derrotaram o Stoke City por 1 a 0 na final, garantindo sua quinta Copa da Inglaterra, o primeiro grande troféu do clube desde a vitória na Copa da Liga Inglesa de 1976. Na mesma semana, o clube se classificou para a Liga dos Campeões da UEFA pela primeira vez desde 1968 com uma vitória por 1 a 0 sobre o Tottenham Hotspur na Premier League. No último dia da temporada 2010–11, o City ultrapassou o Arsenal pelo terceiro lugar na Premier League, garantindo assim a qualificação diretamente para a fase de grupos da Liga dos Campeões. Desempenhos fortes continuaram na temporada 2011–12, com o clube começando a temporada seguinte em boa forma, incluindo a vitória sobre o Tottenham por 5 a 1 em White Hart Lane e humilhando o Manchester United por um placar de 6 a 1 no próprio estádio do United. Embora a boa forma tenha diminuído no meio da temporada e o City tenha caído oito pontos atrás de seus rivais com apenas seis jogos restantes, uma queda sem precedentes dos campeões anteriores permitiu que o time azul de Manchester empatasse quando restavam dois jogos, estabelecendo um final emocionante para a temporada, com as duas equipes indo para o último dia iguais em pontos. Apesar de o City precisar apenas de uma vitória em casa contra um time na zona de rebaixamento, ainda assim conseguiu ficar um gol atrás no final do tempo normal, levando alguns jogadores do United a encerrarem o jogo comemorando por terem vencido o campeonato. Dois gols nos acréscimos — incluindo um marcado quase cinco minutos após o término do tempo normal — resultaram em uma vitória quase literal do título no último minuto, a primeira do City em 44 anos, e se tornou apenas o quinto time a vencer a Premier League desde sua criação em 1992. No rescaldo que se seguiu, o evento foi descrito por fontes da mídia do Reino Unido e de todo o mundo como o maior momento da história da Premier League.
Após um final de temporada que muitos acreditavam que apenas estimularia o City, no entanto, a temporada seguinte não conseguiu capitalizar nenhum dos ganhos obtidos nas duas primeiras temporadas completas do reinado de Mancini. A janela de transferências praticamente não viu nenhum jogador ingressar no clube até o último dia da temporada, quando uma explosão de atividade de última hora viu quatro jogadores diferentes ingressarem no espaço de cerca de 10 horas. O futebol fluido da temporada anterior tornou-se subitamente raro de se ver e, embora o City raramente parecesse cair abaixo do segundo lugar na tabela, eles representaram pouca disputa pelo título durante toda a temporada. Na Liga dos Campeões da UEFA, o clube foi eliminado na fase de grupos pela segunda temporada consecutiva, em um resultado que parecia confirmar a reputação de Mancini como muito melhor em jogos domésticos do que europeus, enquanto uma segunda final da Copa da Inglaterra em três temporadas terminou em derrota de 1 a 0 para o rebaixado Wigan Athletic. A derrota resultou na demissão de Mancini, ostensivamente porque ele não conseguiu atingir suas metas para a temporada, mas com muitos na imprensa sugerindo um rompimento das relações entre Mancini e seus jogadores, mas também entre o italiano e seus superiores na diretoria, enquanto uma recusa em promover jogadores jovens também foi citada. Em seu lugar foi nomeado o chileno Manuel Pellegrini, que ostentava um registro muito mais impressionante na Liga dos Campeões, mas tinha menos reputação de vencedor de troféus.

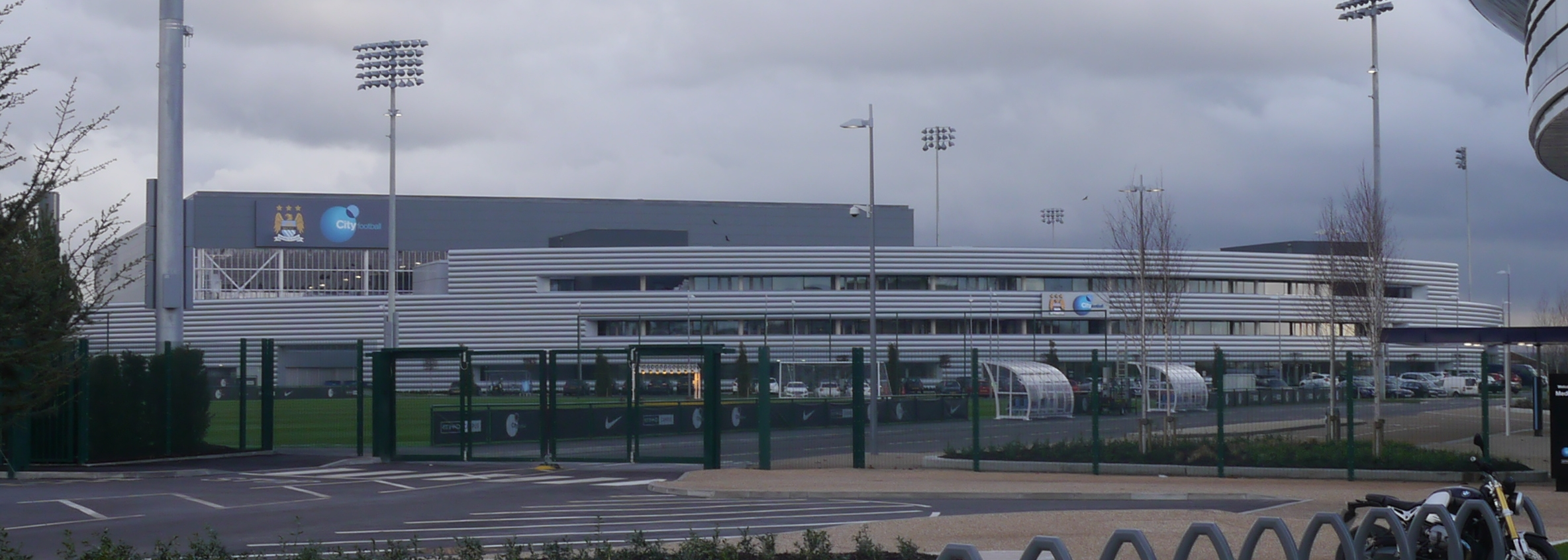
O Manchester City mudou-se para seu novo complexo no Etihad Campus ao lado do City of Manchester Stadium em 2014

Na primeira temporada de Pellegrini, o City conquistou a Copa da Liga Inglesa e recuperou o título da Premier League na última rodada da temporada. No entanto, a forma do time na liga foi menos impressionante nos anos seguintes: embora eles tenham terminado como vice-campeões em 2014–15, a campanha de 2015–16 viu o City terminar em quarto lugar no saldo de gols, seu menor posição desde 2010. Por outro lado, Pellegrini conquistou mais uma conquista da Copa da Liga Inglesa e, mais importante, levou o City às semifinais da Liga dos Campeões, que perderam por pouco para o futuro campeão Real Madrid. Este foi o melhor resultado do clube na Liga dos Campeões, mas o reinado de Pellegrini terminou em antecipação ao técnico dos sonhos do City.
Pep Guardiola, ex-técnico do Barcelona e do Bayern de Munique, foi confirmado para se tornar o novo técnico do Manchester City em 1º de fevereiro de 2016, meses antes de Pellegrini terminar seu mandato, e permanece no cargo até hoje. Na era Guardiola, o City conquistou o título da Premier League de 2017–18 com o maior total de pontos da história e quebrou vários outros recordes de clubes e da liga inglesa ao longo do caminho. Eles também ganharam a Copa da Liga Inglesa naquela temporada e Sergio Agüero se tornou o maior artilheiro de todos os tempos do clube.
Na temporada seguinte, Guardiola guiou o clube a reter os títulos da Premier League e da Copa da Liga Inglesa, a primeira vez na história que o City completou uma defesa de título com sucesso. A equipe então venceu a final da Copa da Inglaterra e completou uma tríplice coroa doméstica sem precedentes de títulos masculinos ingleses.
Em 2020, a UEFA baniu o Manchester City das competições europeias por duas temporadas por supostas violações dos Regulamentos de Controle Financeiro da UEFA; o clube apelou para o Tribunal Arbitral do Esporte, que anulou a proibição em alguns meses, concluindo que algumas alegações estavam acima do limite de cinco anos para tais investigações da UEFA, enquanto as outras alegações não foram comprovadas. O tribunal também reduziu a multa da UEFA de € 30 para € 10 milhões.
Na temporada 2020–21 da Premier League afetada pelo COVID-19, o Manchester City recuperou o título do Liverpool, tornando-se campeão pela terceira vez em quatro anos. Eles terminaram a temporada doze pontos à frente do segundo colocado Manchester United, conquistando o título com três jogos restantes. Eles também ganharam a Copa da Liga Inglesa pela quarta vez consecutiva e a oitava vez no total, derrotando o Tottenham por 1 a 0 na final. A vitória do City na liga foi o décimo título de liga e de copa nos cinco anos de gestão de Guardiola, tornando-o o técnico de maior sucesso na história do clube. A temporada foi marcada pelo avanço europeu do City, com o clube alcançando sua primeira final da Liga dos Campeões, onde enfrentou o Chelsea, tornando-se a terceira final totalmente inglesa na história da competição. No entanto, os Blues foram derrotados por 1 a 0 no Estádio do Dragão, no Porto, cortesia de um gol de Kai Havertz. Ainda assim, o avanço do City marcou sua campanha europeia de maior sucesso até o momento.
O Blues produziu outra campanha inesquecível em 2021–22, mantendo o título da liga, após outra disputa pelo título acirrada com o Liverpool e conquistando quatro títulos em cinco temporadas. Em outro caso de "típico City", precisando de quatro pontos em suas duas últimas partidas, o Blues ficou para trás por dois gols em ambos os jogos, apenas para se recuperar para um empate de 2 a 2 contra o West Ham fora, e com uma vitória de 3 a 2 em casa para o Aston Villa no final da temporada. Esses últimos três gols foram todos marcados em um período de cinco minutos entre os minutos 76 e 81, em momentos que aconteceriam como os das famosas vitórias na final da decisão de 1999 contra o Gillingham e na final da Premier League de 2011–12 contra o QPR. O City também alcançou as semifinais da Liga dos Campeões novamente naquela temporada (e apenas pela terceira vez em sua história), mas foram derrotadas pelo Real Madrid por 6 a 5 no total de uma prorrogação em dois jogos disputados e muito dramáticos.
No final da temporada 2021–22, o Manchester City conquistou quatro títulos da liga em cinco temporadas sob o reinado de Guardiola, mantendo-os em duas ocasiões. Eles haviam conquistado o título duas vezes por um único ponto do Liverpool, no processo de desenvolvimento de uma nova rivalidade acirrada, que também se traduziu nos treinadores Guardiola e Jürgen Klopp, bem como nos torcedores dos respectivos clubes. Guardiola também guiou o City à sua primeira final da Liga dos Campeões e a mais uma semifinal, que foi perdida em circunstâncias dramáticas para o Real Madrid. As temporadas de 2020–21 e 2021–22 também foram notáveis como o fim da carreira do artilheiro do City, Sergio Agüero, no clube, após 10 temporadas e 260 gols. O Blues lutou para recrutar imediatamente um substituto e, portanto, empregou extensivamente um falso nove para cumprir seus objetivos nessas temporadas.
No entanto, com o sucesso europeu a escapar à brilhante equipe do City, alguns especialistas e adeptos ainda questionavam se aquela equipa entraria para a história como uma das maiores de todos os tempos. A temporada 2022–23 tornou todos esses pontos de discussão irrelevantes, já que o Manchester City conquistou seu terceiro título consecutivo da Premier League, a final da Copa da Inglaterra contra o rival Manchester United e, o mais importante, seu primeiro título da Liga dos Campeões da UEFA, reunindo assim um feito raro — a tríplice continental. O caminho para a vitória na Liga dos Campeões incluiu vitórias convincentes sobre os eternos favoritos e gigantes europeus Bayern de Munique, que foram derrotados por 4 a 1 no total, e o Real Madrid, que sofreu uma derrota agregada por 1 a 5 nas mãos do City após a polêmica vitória de 6 a 5 na prorrogação na mesma fase do ano anterior. O títulos vieram após grandes investimentos. Em novembro de 2023, o NY Times publicou que a folha de pagamento do Manchester City era de US$ 500 milhões, a maior da história do futebol inglês de acordo com o jornal. 